# 중암사지팔각부도
중암사지팔각부도는 대한민국 전라남도 완도군 보길면 정자리에 있는 부도탑이다. 2003년 11월 24일 완도군의 향토문화유산 제6호로 지정되었다.
신라 말 9세기 이후 크게 유행했던 팔각원당형(八角圓堂形)의 변형 부도탑(浮圖塔)으로 신라말기의 고승 혜일대사의 제자들이 세운 부도탑(浮圖塔)으로 추정하고 있으나, 확실하지는 않다.
부도탑(浮圖塔)의  하대석은 6각으로 짜 맞춘 화강암 석재를 3단으로 쌓은 위에 복련을 덮고, 그 위에 부드러운 각으로 둥글게 다듬은 몸돌을 얹었으며 다시 그 위에 6각의 지붕돌을 올려놓았다. 
그리고 상륜부는 복발과 연꽃 봉우리 모양의 보주를 얹어 장식하였는데 전체적으로 안정된 균형미를 보여준다. 
본래 완도읍 장좌리 장보고시대 사찰인 법화사지에서 상황봉으로 오르는 길목에 있는 중암사(中庵寺) 터 일대에 흩어져 멸실 위기에 놓였던 부도탑(浮圖塔)의 부속 석재들을 8·15 해방이전 일제강점기때 민족말살행위를 피하고자 현재의 장소로 옮겨왔다.
구전의 일설에 의하면 이러한 일제의 우리 민족문화 말살행위로 이 팔각원당형부도탑(八角圓堂形浮圖塔)을 파괴·멸진 등의 방법으로 소멸시키려는 것을 알고 깊은 바다에 확실하게 수장하겠다고 약속한 후, 이를 어기고 일제의 눈을 속여 지금의 자리에 숨겨 안전하게 보전하였다고 한다.